# Берестин (станція)
Берести́н (до 1964 року — Конгра́д, Костянтиногра́д, до 2025 — Красногра́д) — вузлова станція (за класифікацією — проміжна залізнична станція) 2-го класу Харківської дирекції Південної залізниці на перетині ліній Полтава-Південна — Лозова та Мерефа — Нижньодніпровськ між станціями Куми (8 км), Розжив'ївка (18 км), Нововербівка (10 км) та Зачепилівка (24 км). Розташована в середмісті Берестина Харківської області.

## Історія

### Заснування станції та перетворення назалізничний вузол
Станцію Костянтиногра́д (насправді рос. Константиногра́д, потім до 1964 року Конград) засновано 1897 року після введення в експлуатацію другої черги дільниці Полтава-Південна — Костянтиноград від станції Карлівка. Наступного року завершено будівництво будівлі залізничного вокзалу. 25 жовтня 1901 року побудовано та введено в експлуатацію дільницю Костянтиноград — Лозова завдовжки 89 верст.
Станом на 1902 рік відвантаження зі станції становило 1700 тис. пудів (близько 1400 тис. пудів збіжжя), а вивантаження — 900 тис. пудів вантажу.
На початку XX століття висувалися пропозиції щодо будування лінії, яка б сполучила Харків та Катеринослав й мала пролягати через Костянтиноград.
1912 року проєкт будівництва залізниці від Мерефи до Херсона через Костянтиноград, Нижньодніпровськ і Катеринослав набув урядового значення: його підтримала Вища залізнична комісія. 1913 року, після уточнення остаточного маршруту, ухвалено рішення про будівництво залізниці і виділено на нього кошти.
1918 року роботи з будівництва лінії Мерефа — Нижньодніпровськ були призупинені. На той час лінія була майже готова на 61 %. Будівництво лінії завершилось вже за радянські часи.
21 грудня 1926 року через станцію пройшов перший потяг з делегацією дніпропетровських робітників та селян лінією Мерефа — Костянтиноград. 1927 року введена в експлуатацію лінія від Мерефи до Нижньодніпровська, а станція Костянтиноград набула статусу залізничного вузла. Наприкінці 1920-х років побудовано два депо та приймально-відправний пункт.
18 вересня 1943 року центральна частина Краснограда була зайнята радянськими військами, а бої за станцію тривали до 20 вересня. Вже за декілька днів по тому залізничники та місцеве населення забезпечили рух ешелонів через станцію на фронт.

### Післявоєнні роки: модернізація та електрифікація станції
1961 року залізничники станції Костянтиноград отримали перше місце серед дільничних станцій залізниць СРСР та були нагороджені перехідним Червоним Прапором Міністерства шляхів сполучення СРСР та Центрального Комітету профспілки залізничників, а також отримали почесне звання «колективу комуністичної праці».
1964 року станція отримала сучасну назву на честь міста Краснограда, яке було перейменоване ще у 1922 році, а колектив станції достроково виконав план IX п'ятирічки.
1976 року проведено капітальний ремонт будівлі залізничного вокзалу станції Красноград.
1988 року станцію було електрифіковано в складі дільниці Власівка — Красноград завдожки 37 км, на що було витрачено 3 млн карбованців. Будівельно-монтажні роботи виконували працівники Харкова, Дніпропетровська, Куп'янська та Воронежа. Електрифікацію було завершено на 5 місяців раніше запланованого терміну. 14 жовтня 1988 року машиніст Є. М. Тищенко першим провів рейс приміського електропоїзда від Харкова до Краснограда.

### У Незалежній Україні

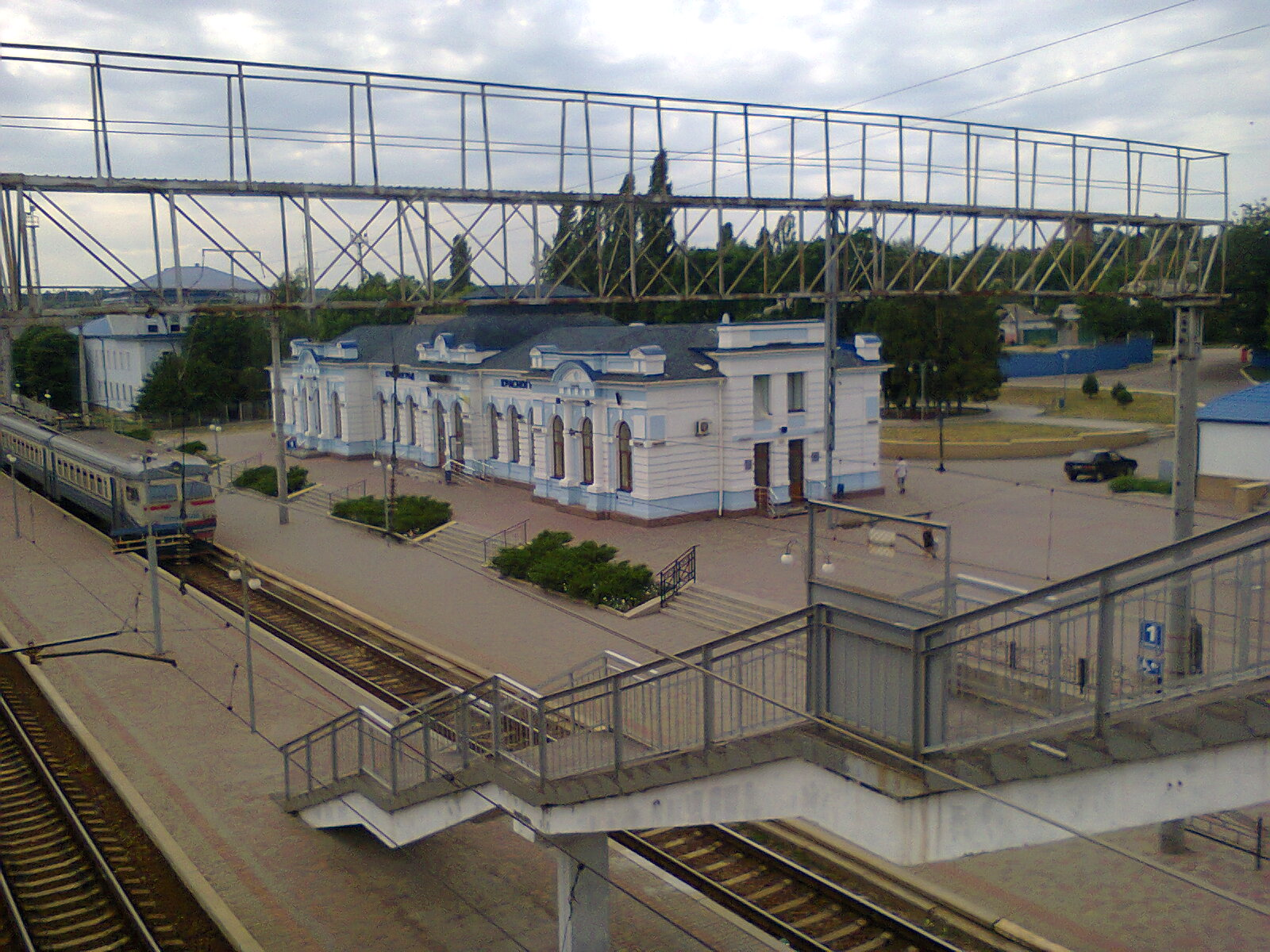
Краєвид станції Берестин

2009 року на станції було навантажено 1497, а вивантажено 1100 вагонів, а станом на 2010 рік на станції працювало 70 осіб. Також працював станційний технологічний центр, який також обслуговував станції Берестовеньки, Власівка, Балки, Сахновщина, Кегичівка.

#### Реконструкція станції в ході підготовки доЄвро-2012
З 19 серпня 2011 року через реконструкцію та електрифікацію станції змінним струмом (~25 кВ) для впровадження швидкісного руху до Чемпіонату Європи з футболу 2012 року були скасовані низька приміських електропоїздів до станції Красноград. На той час рух приміських електропоїздів було обмежено до станції Власівка та Берестовеньки, де для пасажирів були призначені дизель-поїзди від станцій Власівка та Берестовеньки до Краснограда.
Під час реконструкції станції було оновлено станційну будівлю, яка існує з часу її побудови у 1898 році, зі збереженням її архітектурних особливостей. Було побудовані системи каналізації та водопостачання, які раніше були відсутні, замінено мережі тепло- і електропостачання, утеплено фасад будівлі вокзалу, замінено її покрівлю, вікна та двері, а входи обладнано пандусами. Крім того, внутрішні приміщення було переплановано і створено нову касову залу, дві зали чекання для пасажирів на 60 та 20 місць, а також кімнату відпочинку, кімнату для пасажирів з дітьми, облаштовані службові приміщення для працівників вокзалу, зокрема, душова та кімната для прийому їжі, яка була обладнана необхідною побутовою технікою. Роботи з реконструкції виконувались Основ'янським БМЕУ-3.
На вокзалі після реконструкції встановлений автоматизований пристрій управління табло і гучномовцями «Рита-К» виробництва підприємства «Хартеп», система відеоспостереження, електронна панель, на якій відображається інформація про прибуття та відправлення поїздів, інформаційні панелі про прибуття та відправлення поїздів на будівлі вокзалу та посадкових платформах, мережа Wi-Fi та інше сучасне обладнання.
16 лютого 2012 року відбулося відкриття реконструйованого вокзалу станції Красноград. Крім того, було реконструйовано будівлю посту електричної централізації, багажного відділення та вуличного туалету. Переобладнано колійне господарство станції, замінено всі стрілочні переводи на станції з їх прокладанням новими ординатами, побудовано нові системи сигналізації і зв'язку та енергопостачання. При реконструкції було застосовано мікропроцесорні системи управління станційним господарством, що дозволило замінити систему ручного створення та розімкнення маршруту прямування по станції потягів на нову систему, яка автоматично переводить всі стрілочні переводи та перемикає світлофори на маршруті руху при наявності початкової та кінцевої точок.
Під час реконструкції стару контактну мережу було демонтовано та замінено на нову: на 1—5 коліях — змінного струму, а на 7—11 коліях — постійного струму, і надалі набула статусу станції стикування двох видів напруги.
Побудовані нові посадкові платформи, які стали ширшими за попередні: дві — розміром 468×6 м, а також одна — 222×7 м, а також капітально відремонтовано пішохідний міст.
На станції побудована новітня тягова підстанція, яка складається з двох трансформаторів загальною потужністю 80 МВт. Будівельно-монтажні роботи на тягових підстанціях та налагоджування їх обладнання були завершені вже у середині березня 2012 року.

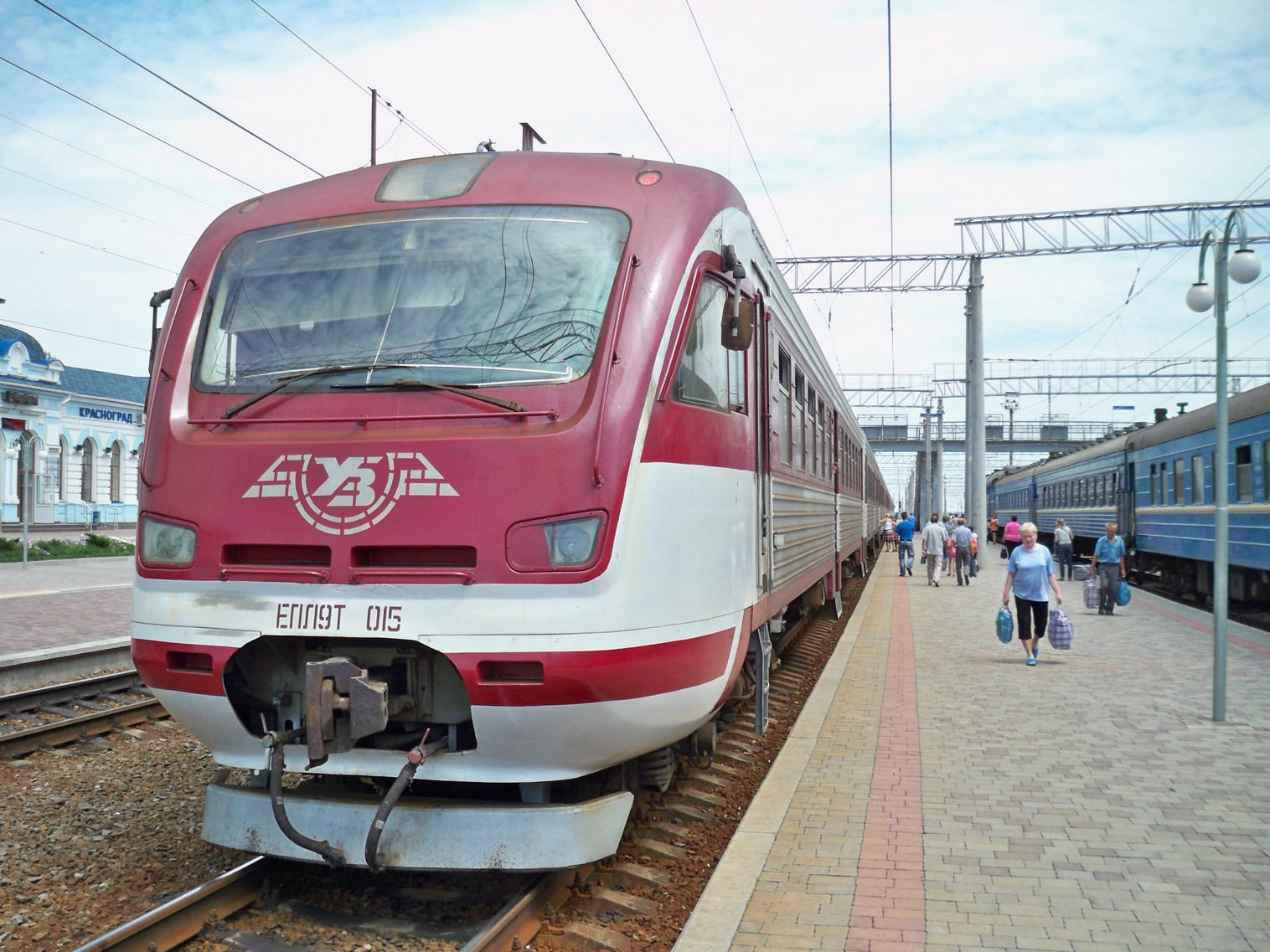
ЕПЛ9Т-015 на станції Берестин

5 травня 2012 року урочисто відбулося відновлення руху приміських електропоїздів до Краснограду, коли був поданий струм на перегоні Нововербівка — Красноград, яку було присвячено з нагоди Дня перемоги над нацизмом у Другій світовій війні за участі керівництва Південної залізниці, Харківської обласної ради, м. Берестин та Берестинського району, а також громадськості та залізничників.
15 травня 2012 року урочисто відкрита електрифікована дільниця Полтава — Красноград — Лозова. Введено в експлуатацію нові системи мікропроцесорної централізації стрілочних переводі та автоблокування на дільницях Полтава — Красноград та Красноград — Лозова, які замінили релейні системи, що працювали до цього часу, а також блокують некоректні дії операторів та дають можливість не тільки управляти технологічним процесом на станціях, а підключити датчики температури рейок, напруги в контактній мережі, місцезнаходження і швидкості руху локомотивів і вагонів тощо. Обидві дільниці були об'єднані в єдиний диспетчерський центр.

#### Розвиток станції з 2013 року
Певний час протягом 2013 року на станції зупинявся регіональний швидкісний поїзд «Hyundai Rotem» Донецьк — Київ.
На початку 2013 року запрацювали системи мікропроцесорної диспетчерської централізації «Каскад» автоматизованого графіку виконаного руху поїздів, що замінила ручне ведення графіку руху поїздів і стала першою такої в Україні та безконтактного контролю рухомого складу КТСМ-02 на дільниці Полтава — Лозова, а також тривали роботи з дообладнання на дільниці Красноград — Лозова комплексу мікропроцесорних систем централізації замість постів електричної централізації і автоблокування, що працювали з 1970-х років.
2013 року на дільниці Мерефа — Красноград замінено аналогову систему передачі інформації на нове цифрове обладнання на основі волоконно-оптичного кабелю, яке дозволяє передавати інформаційні потоки з високою швидкістю та щільністю (до 30 потоків по кожній станції) та автоматично їх резервує.
З 20 травня 2015 року призначено ранковий швидкісний електропоїзд підвищеної комфортності з Краснограда до Харкова.

## Начальники станції
Станцію очолювали:
- 1900—1904 — дворянин Микола Іванович Домбровський[39][40][41]
- 1913—1916 — Михайло Іванович Тиханович[42],[43][44][45]
- 1999 — (станом на 2010 рік) — Н. П. Чурносов[14]

## Пасажирське сполучення
На станції зупиняються дві пари пасажирських поїздів № 126/125 та № 711/712 «Інтерсіті+» сполученням Київ — Костянтинівка та у зворотному напрямку.
| Рух пасажирських поїздів по станції Берестин |                             |                                      |
| №                                            | Маршрут руху                | Періодичність курсування             |
| 101/102                                      | Херсон — Київ — Краматорськ | Через день                           |
| 103/104 «Незламність»                        | Львів — Краматорськ         | Щоденно                              |
| 125/126                                      | Київ — Костянтинівка        | Скасований (раніше курсував щоденно) |
| 711/712 «Інтерсіті+»                         | Київ — Костянтинівка        | Щоденно                              |

Станція є кінцевою для приміських поїздів у напрямку Харкова та Дніпра, а також є проміжною для приміських електропоїздів у напрямку Лозової та Полтави-Південної.